# Kliande
Kliande är en skrapande eller smekande hudkontakt. Att klia som svar på klåda är en reflex hos människan och andra djur, för att få bort insekter och andra parasiter, rensa bort smuts eller förbättra blodcirkulationen.
Kliande kan också användas för att tillfredsställa behovet av beröring. Människor kan till exempel klia varandra i nacken för njutningens skull. Överdrivet kliande kan skada huden.